# Каламазу? (фільм)
Каламазу? (англ. Kalamazoo?) — американська комедія.

## Сюжет
У містечку з кумедною назвою Каламазу йдуть приготування до зустрічі випускників коледжу. Там в урочистій обстановці повинні відкрити «капсулу часу», і зачитати вголос твори на тему «Ким я стану через 10 років». Але хто ж тоді міг знати, що десять років пролетять так стрімко?! Керол, Меггі і Джоанна зовсім не квапляться підбивати підсумки — життя піднесло занадто багато сюрпризів. Не всі цілі досягнуті, не всі мрії збулися, і про дещо з написаного сьогодні і згадувати ніяково. Наші героїні не горять бажанням стати предметом насмішок. Вони приймають тверде рішення — знайти і знищити злощасну капсулу. Однак, виконати місію виявляється не так то просто, особливо, коли в справу втручаються потойбічні сили.

## У ролях
- Джозі Девіс — Керол Кавано
- Маїм Бялік — Меггі Голдман
- Джоенна Клер Скотт — Джоан Бренсон
- Клер Блум — Елеонора
- Чіта Рівера — Джоанна
- Рене Тейлор — Голда
- Майкл Ботмен — Ангел Альберт
- Стівен Рой — Пол
- Нейтан Андерсон — Стівен
- Ларрі Салліван — Нейт
- Ді Воллес-Стоун — Сьюзен
- Дженніфер Віллісон — Шеріл
- Брайс Ленон — Джонатан Бренсон
- Джоенн Барон — місіс Голдман
- Тед Реймі — Ангел